# Canas de Senhorim
Canas de Senhorim é uma vila portuguesa sede da Freguesia de Canas de Senhorim do Município de Nelas, freguesia com 25,66 km² de área e 3334 habitantes (censo de 2021), tendo, assim, uma densidade populacional de 129,9 hab./km².
A povoação de Canas de Senhorim (juntamente com Santar) foi elevada à categoria de vila em 1928.
Além da vila, a freguesia de Canas de Senhorim engloba ainda as povoações de Caldas da Felgueira, Póvoa de Santo António, Vale de Madeiros e Urgeiriça.

## Demografia
Nota: Com lugares desta freguesia foi criada, pela Lei n.º 81/85, de 4 de outubro, a freguesia de Lapa de Lobo.
A população registada nos censos foi:
| Ano  | 0-14 Anos | 15-24 Anos | 25-64 Anos | > 65 Anos |
| 2001 | 517       | 536        | 1845       | 657       |
| 2011 | 468       | 358        | 1862       | 821       |
| 2021 | 374       | 335        | 1645       | 980       |

## História
A mais antiga fonte documental relativa a Canas de Senhorim aparece, em 1155, num texto que celebra um escambo entre Soeiro Mendes e sua mulher com o Mosteiro de Santa Cruz de Coimbra, de dois casais de Lageosa (Oliveira do Hospital) com dois casais que ficavam "in villa de Cannas que est in territorio de Seniorim" (Livro Santo de Santa Cruz, N.º 201). Trinta anos passados, noutro documento, lê-se que, entre o mês de Outubro de 1184 e Junho de 1186, Soeiro Formariz (ou Fromariguiz) e Dona Mónia, sua mulher, e Pedro Heriz e sua mulher, Dona Maria, e Marílio com todos os seus filhos venderam para sempre a D. João Pires (ou Perez), então bispo de Viseu, a villa de Canas de Senhorim, «com todos os seus termos novos e antigos, com todas suas terras rotas e por romper, com suas águas e pastos e com todas as entradas e saídas…». Em Novembro de 1186, conforme se lê num velho documento do Cartório do Cabido de Viseu, por uma carta de couto, o rei D. Sancho I doou ao bispo D. João Pires a "Vila de Canas, no limite de Senhorim», com «todas as calúnias (multas), [...] todas as portagens donde quer que vierem aí, [...] e todos os direitos reais que nos pertenciam, para vós, em perpétuo, e para todos os que depois da vossa morte quiserdes nomear e instituir por herdeiros".
Em 1192, ano do falecimento do Bispo D. João Pires, o Cabido da Sé de Viseu logo se apressou a tomar posse da Vila de Canas de Senhorim. E foi o referido Cabido que, quatro anos depois, em 1196, aos moradores, presentes e futuros, outorgou a carta de foral. O outro foral conhecido, o foral novo, foi dado em Lisboa a 30 de Março de 1514 por El-Rei D. Manuel I. Do texto desse foral colhe-se a informação de que já antes vigorava um outro "foral dado por composição entre o cabido e concelho", o que pressupõe, sem dúvidas, que Canas de Senhorim já era concelho antes do foral subscrito por Fernão de Pina - o de 30 de Março de 1514. No Cadastro da População do Reino, de 1527, tombo mandado elaborar por D. João III, registaram, no concelho de Canas de Senhorim, 171 moradores (fogos) assim distribuídos: " na villa - 93; no lugar de vall de madeyrus - 18; no lugar de lapa do lobo - 7; na pouoa de santarem - 17; no lugar de carualhal redomdo - 36". Duarte Nunes de Leão, na sua Descrição do Reino de Portugal, inclui a Vila de Canas de Senhorim na correição de Viseu. Em 1675, na Instrução e Relação da Catedral da Cidade de Viseu e mais Igrejas do Bispado, o bispo D. João de Melo apurou, para o concelho de Canas de Senhorim, 945 habitantes.
Foi extinto em 1852, embora a sua extinção nesta data não tenha ainda até hoje qualquer justificação legal, porque o decreto que a promulgou nem sequer foi publicado na Folha Oficial. Porém os Canenses, aproveitaram com o desenvolvimento da sua terra e a incerteza concelhia de então a reconquista do seu município em 1866 a que a revolução da Janeirinha determinou (ver António José de Ávila), algum tempo depois a sua extinção.

A maioria da população deseja que a freguesia seja elevada a concelho, reavendo o estatuto que a vila já teve anteriormente desde 1975, com a primeira referência à sua tentativa de recreação na Assembleia da República a remontar a 1982, acentuando-se no final do século XX e inícios do XXI. Para esse efeito, o Movimento de Restauração do Concelho de Canas de Senhorim (MRCCS) realizou diversas acções políticas e mediáticas. Esta pretensão foi fortemente contestada pelos políticos do concelho de Nelas, ao qual pertence Canas de Senhorim, como o ex-Presidente da Câmara José Correia que, em 1977, chegou a afirmar que "se Canas de Senhorim for concelho, eu vou para Espanha". Depois das eleições autárquicas de 2005 esta pretensão foi tolerada e apelidada de romântica pelo executivo autárquico nelense, eleito por uma coligação PSD/CDS, e as manifestações públicas de exigência pela restauração do concelho praticamente cessaram por motivos estratégicos.

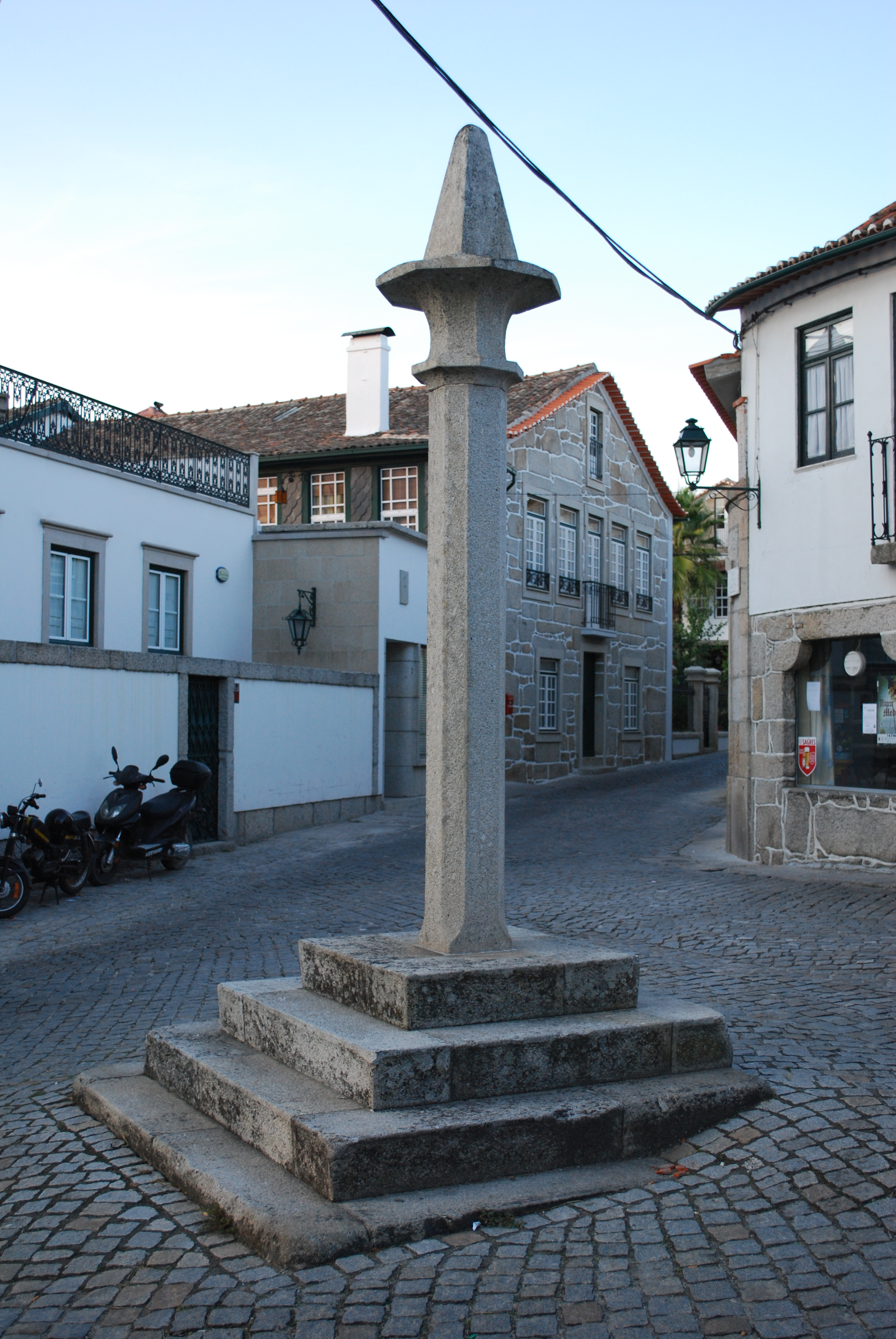
Pelourinho de Canas de Senhorim

A elevação a concelho esteve prestes a acontecer quando a Assembleia da República assim o decidiu em 1 de julho de 2003, após a apresentação de uma proposta por parte do Bloco de Esquerda mas, no mês seguinte, o Presidente da República Jorge Sampaio vetou a Lei que possibilitava a restauração do Município, depois de sempre ter garantido que nunca o faria por diversas vezes, o que provocou o desagrado da população e a realização de várias manifestações, entre elas uma junto ao Palácio de Belém. Se criada, seria composta pelas freguesias de Aguieira, Canas de Senhorim e Lapa do Lobo, com Carvalhal Redondo a demonstrar vontade de integrar e de, até, ter feito parte do projeto do Partido Comunista Português, em 1998.
Durante muitos anos Canas de Senhorim constituiu o mais importante polo industrial da região centro. As suas indústrias mais significativas eram a CPFE – Companhia Portuguesa de Fornos Eléctricos, e a ENU – Empresa Nacional de Urânio responsável em Portugal pela extracção de urânio e que operava na Urgeiriça . Ambas as empresas cessaram a sua atividade, lançando no desemprego mais de um milhar trabalhadores e criando uma situação social muito complicada.
Em termos de festividades destaca-se o Carnaval, celebração enraizada entre os Canenses e que conta já com perto de quatrocentos anos de tradição. Este é marcado pela existência de duas marchas competitivas entre si, uma composta pelo bairro do Paço, e outra composta pelo bairro do Rossio. Conta ainda com tradições típicas de Canas de Senhorim, como os Pisões (colocados à porta da casa de amigos com o intuito de fazer barulho, para os acordar), os Assaltos (cujo objetivo não é assaltar, mas sim entrar em casa de conhecidos e esperar por ofertas de comida e bebida), e o Despique (momento final de confronto entre os dois bairros).
Celebra-se, ainda, a tradicional Feira Medieval.

## Instituições cívicas
- Centro Social Paroquial de Canas de Senhorim
- Santa Casa da Misericórdia de Canas de Senhorim
- Museu de Arqueologia de Canas de Senhorim
- Biblioteca José Adelino

## Associações
- Associação Humanitária dos Bombeiros Voluntários de Canas de Senhorim
- EAM – Associação para o Estudo Arqueológico da Bacia do Mondego
- Grupo Desportivo e Recreio de Canas de Senhorim
- Sport Vale de Madeiros e Benfica (Vale de Madeiros)
- Associação Recreativa e Cultural da Póvoa de Santo António
- Associação Recreativa e Cultural do Paço
- União Cultural e Recreativa do Rossio
- Grupo de Teatro Pais Miranda
- Rancho Folclórico Rosas do Mondego (Vale de Madeiros)
- Canto e Encanto - Associação Cultural
- Agrupamento 604 do CNE
- Associação Canas + Jovem
- Núcleo Sportinguista
- Casa do Benfica
- Casa de Pessoal dos Trabalhadores das Minas da Urgeiriça
- Ganso Manso, Associação Cultural

## Património
- Igreja Matriz de Canas de Senhorim (IIP, Dec. Nº 1299/77, de 29/9)
- Pelourinho de Canas de Senhorim (século XVII)
- Orca das Pramelas (IV e III milénios a.C.) (IIP, Dec. Nº 5/2002, D.R.nº 42, 19 de novembro de 2002)
- Complexo de Abrigos e Cavidades do Penedo da Penha - 1 e 2 (Vale de Madeiros)
- Sítio arqueológico da Corujeira
- Três sepulturas antropomórficas, abertas em afloramentos graníticos, nas Pedras da Forca
- Sepultura antropomórfica, aberta em afloramento granítico, no sítio do Casal
- Lagareta do Salgueirinho - Póvoa de Santo António
- Sítio arqueológico da Quinta do Soito
- Monumento aos oitocentos anos de Foral de Canas de Senhorim (Outorgado pelo Cabido da Sé de Viseu), Largo 2 de Agosto
- Solar dos Abreu Madeira
- Casa do Cruzeiro
- Casa do Visconde de Pedralva
- Antigo edifício da Farmácia Reis Pinto (projeto do arquiteto Keil do Amaral)
- Casa José Nobre, 1944, (projeto do arquiteto Keil do Amaral)

## Gastronomia
- Travesseiros de São João (doce conventual)
- Arroz de pato à Mineiro
- Morcela com treplos
- Pato à moda da Beira
- Torresmos à beirão
- Frango na púcara
- Bolo do Foral

## Política

### Eleições autárquicas

#### Assembleia de Freguesia
| Data | %                          | D                          | %                          | D                          | %                          | D                          | %                          | D                          | %                          | D                          | %                          | D                          | %                          | D                          | %                          | D                          | %                          | D                          | Participação               |                |
| Data | PS                         | PS                         | PPD/PSD                    | PPD/PSD                    | CDS-PP                     | CDS-PP                     | GDUPs                      | GDUPs                      | AD                         | AD                         | APU/CDU                    | APU/CDU                    | UDP/BE                     | UDP/BE                     | GCE                        | GCE                        | PSD/CDS                    | PSD/CDS                    | Participação               |                |
| ---- | -------------------------- | -------------------------- | -------------------------- | -------------------------- | -------------------------- | -------------------------- | -------------------------- | -------------------------- | -------------------------- | -------------------------- | -------------------------- | -------------------------- | -------------------------- | -------------------------- | -------------------------- | -------------------------- | -------------------------- | -------------------------- | -------------------------- | -------------- |
| Data | 1976                       | 39,42                      | 4                          | 18,21                      | 1                          | 18,39                      | 2                          | 20,01                      | 2                          |                            |                            |                            |                            |                            |                            |                            |                            |                            |                            | 49,35 / 100,00 |
| 1979 | 47,59                      | 7                          | AD                         | AD                         | AD                         | AD                         |                            |                            | 37,35                      | 5                          | 10,58                      | 1                          | 2,62                       | -                          | 65,19 / 100,00             |                            |                            |                            |                            |                |
| 1982 | 65,69                      | 10                         | AD                         | AD                         | AD                         | AD                         | 21,66                      | 3                          | 4,77                       | -                          | 3,98                       | -                          | 66,96 / 100,00             |                            |                            |                            |                            |                            |                            |                |
| 1985 | 23,60                      | 2                          | 27,88                      | 3                          |                            |                            |                            |                            |                            |                            |                            |                            | 43,54                      | 4                          | 64,02 / 100,00             |                            |                            |                            |                            |                |
| 1989 | 32,40                      | 3                          | 56,53                      | 6                          | 3,83                       | -                          | 2,50                       | -                          |                            |                            | 62,24 / 100,00             |                            |                            |                            |                            |                            |                            |                            |                            |                |
| 1993 | 38,05                      | 4                          | 49,39                      | 5                          | 4,37                       | -                          | 3,58                       | -                          | 62,33 / 100,00             |                            |                            |                            |                            |                            |                            |                            |                            |                            |                            |                |
| 1997 | 44,53                      | 4                          | 40,66                      | 4                          | 9,10                       | 1                          | 1,69                       | -                          | 61,06 / 100,00             |                            |                            |                            |                            |                            |                            |                            |                            |                            |                            |                |
| 1999 |                            |                            |                            |                            |                            |                            |                            |                            |                            |                            |                            |                            |                            |                            |                            |                            |                            |                            |                            |                |
| 2001 | Não se realizaram eleições | Não se realizaram eleições | Não se realizaram eleições | Não se realizaram eleições | Não se realizaram eleições | Não se realizaram eleições | Não se realizaram eleições | Não se realizaram eleições | Não se realizaram eleições | Não se realizaram eleições | Não se realizaram eleições | Não se realizaram eleições | Não se realizaram eleições | Não se realizaram eleições | Não se realizaram eleições | Não se realizaram eleições | Não se realizaram eleições | Não se realizaram eleições | Não se realizaram eleições |                |
| 2002 |                            |                            |                            |                            |                            |                            |                            |                            |                            |                            |                            |                            |                            |                            | 94,80                      | 9                          |                            |                            | 27,92 / 100,00             |                |
| 2005 | 39,39                      | 4                          | 59,28 / 100,00             |                            |                            |                            |                            |                            |                            |                            |                            |                            |                            |                            |                            |                            |                            |                            |                            |                |
| 2005 | 55,72                      | 5                          | 59,28 / 100,00             |                            |                            |                            |                            |                            |                            |                            |                            |                            |                            |                            |                            |                            |                            |                            |                            |                |
| 2009 | 14,92                      | 1                          | 3,59                       | -                          | 26,59                      | 3                          | 63,34 / 100,00             |                            |                            |                            |                            |                            |                            |                            |                            |                            |                            |                            |                            |                |
| 2009 | 14,92                      | 1                          | 3,59                       | -                          | 49,93                      | 5                          | 63,34 / 100,00             |                            |                            |                            |                            |                            |                            |                            |                            |                            |                            |                            |                            |                |
| 2013 | 39,85                      | 4                          | 5,55                       | -                          | 44,75                      | 5                          | 56,86 / 100,00             |                            |                            |                            |                            |                            |                            |                            |                            |                            |                            |                            |                            |                |
| 2017 | 26,56                      | 3                          | 3,02                       | -                          | 40,73                      | 4                          | 62,61 / 100,00             |                            |                            |                            |                            |                            |                            |                            |                            |                            |                            |                            |                            |                |
| 2017 | 26,56                      | 3                          | 3,02                       | -                          | 23,03                      | 2                          | 62,61 / 100,00             |                            |                            |                            |                            |                            |                            |                            |                            |                            |                            |                            |                            |                |
| 2021 | 34,62                      | 3                          | PSD/CDS                    | PSD/CDS                    | PSD/CDS                    | PSD/CDS                    | 3,90                       | -                          |                            |                            | 57,54                      | 6                          | 62,20 / 100,00             |                            |                            |                            |                            |                            |                            |                |

#### Câmara Municipal
| Data | %       | %                          | %                          | %                          | %                          | %                          | %                          | %                          | Participação               |                            |
| Data | PPD/PSD | PS                         | CDS-PP                     | CDU                        | PSD/CDS                    | PPM                        | MPT                        | GCE                        | Participação               |                            |
| ---- | ------- | -------------------------- | -------------------------- | -------------------------- | -------------------------- | -------------------------- | -------------------------- | -------------------------- | -------------------------- | -------------------------- |
| Data | 2001    | Não se realizaram eleições | Não se realizaram eleições | Não se realizaram eleições | Não se realizaram eleições | Não se realizaram eleições | Não se realizaram eleições | Não se realizaram eleições | Não se realizaram eleições | Não se realizaram eleições |
| 2005 | PSD/CDS | 18,74                      | PSD/CDS                    | 4,51                       | 61,43                      |                            |                            |                            | 59,50 / 100,00             |                            |
| 2009 | PSD/CDS | 18,66                      | PSD/CDS                    | 2,11                       | 63,92                      | 9,90                       | 1,48                       | 63,31 / 100,00             |                            |                            |
| 2013 | PSD/CDS | 37,41                      | PSD/CDS                    | 7,43                       | 47,47                      |                            |                            | 56,89 / 100,00             |                            |                            |
| 2017 | 14,77   | 52,67                      | 14,36                      | 2,47                       |                            | 9,58                       | 62,61 / 100,00             |                            |                            |                            |
| 2021 | PSD/CDS | 39,86                      | PSD/CDS                    | 4,83                       | 50,68                      |                            | 62,20 / 100,00             |                            |                            |                            |

#### Assembleia Municipal
| Data | %       | %                          | %                          | %                          | %                          | %                          | %                          | %                          | Participação               |                            |
| Data | PPD/PSD | PS                         | CDS-PP                     | CDU                        | PSD/CDS                    | PPM                        | MPT                        | GCE                        | Participação               |                            |
| ---- | ------- | -------------------------- | -------------------------- | -------------------------- | -------------------------- | -------------------------- | -------------------------- | -------------------------- | -------------------------- | -------------------------- |
| Data | 2001    | Não se realizaram eleições | Não se realizaram eleições | Não se realizaram eleições | Não se realizaram eleições | Não se realizaram eleições | Não se realizaram eleições | Não se realizaram eleições | Não se realizaram eleições | Não se realizaram eleições |
| 2005 | PSD/CDS | 18,15                      | PSD/CDS                    | 5,78                       | 56,05                      |                            |                            |                            | 59,43 / 100,00             |                            |
| 2009 | PSD/CDS | 20,04                      | PSD/CDS                    | 3,49                       | 59,92                      | 10,23                      | 1,39                       | 63,34 / 100,00             |                            |                            |
| 2013 | PSD/CDS | 38,43                      | PSD/CDS                    | 7,43                       | 45,10                      |                            |                            | 56,89 / 100,00             |                            |                            |
| 2017 | 14,47   | 45,26                      | 16,08                      | 3,68                       |                            | 13,56                      | 62,61 / 100,00             |                            |                            |                            |
| 2021 | PSD/CDS | 36,69                      | PSD/CDS                    | 5,67                       | 52,39                      |                            | 62,20 / 100,00             |                            |                            |                            |

### Património
- Lóio, Duarte Sampaio, Companhia Portuguesa de Fornos Eléctricos - Subsídios para a sua História, 1917-1967, Ed. Câmara Municipal de Nelas, Nelas, 1994.
- Pinto, Evaristo João de Jesus, Vila de Canas de Senhorim - Roteiro do Património Artístico, Ed. GRUA, Viseu, 1999.

### Património arqueológico
- Por Terras de Viriato, Ed. Governo Civil do Distrito de Viseu e Museu Nacional de Arqueologia, Viseu, 2000.